# Повратак лопова (филм из 1975)
Повратак лопова је југословенски ТВ филм из 1975. године. Режирала га је Соја Јовановић а сценарио је написао Душан Ковачевић.

## Улоге
| Глумац                  | Улога             |
| ----------------------- | ----------------- |
| Павле Вуисић            | Макс              |
| Милан Срдоч             | Ђорђе             |
| Љиљана Цинцар Даниловић |                   |
| Милена Дапчевић         | Жена у возу       |
| Љубиша Ђокић            | Човек у купеу     |
| Павле Јовановић         |                   |
| Драган Лаковић          | Пијанац у возу    |
| Живка Матић             | Жена у продавници |
| Ташко Начић             | Чувар у затвору   |

Остале улоге  ▼
| Глумац                 | Улога               |
| ---------------------- | ------------------- |
| Лола Новаковић         | певачица            |
| Горан Плеша            | Навијач             |
| Јелисавета Сека Саблић | Милутинова жена     |
| Миле Станковић         |                     |
| Милован Станковић      | Младић у купеу воза |
| Татјана Тричковић      |                     |
| Власта Велисављевић    | Милутин             |
| Миња Војводић          | Кондуктер у возу    |